# La Walck
La Walck (en alsacià d Wàlik) és un antic municipi i actual municipi delegat francès, situat a la regió del Gran Est, al departament del Baix Rin. L'any 1999 tenia 1.012 habitants.
L'1 de gener de 2016 es va unir als municipis de Pfaffenhoffen i Uberach i crear Val de Moder.

## Demografia
| 1962 | 1968 | 1975  | 1982  | 1990 | 1999  |
| ---- | ---- | ----- | ----- | ---- | ----- |
| 896  | 979  | 1.005 | 1.003 | 965  | 1.012 |

## Administració
| Període | Identitat      | Partit | Qualitat |  |
| ------- | -------------- | ------ | -------- |  |
| 2001-   | Daniel de Bonn |        |          |  |